# U Kunštátské kaple (přírodní památka)
Přírodní památka U Kunštátské kaple se nachází v chráněné krajinné oblasti Orlické hory, jihozápadně od Orlického Záhoří, mezi jihovýchodním vrcholem hory U Kunštátské kaple a Kunštátskou kaplí. Byla zřízena v roce 1973 na ploše o rozloze 2,86 ha.

## Předmět ochrany
Předmětem ochrany je vrchovištní rašeliniště, tvořené jezírky v porostu rašelinné smrčiny. Cenné je zejména z floristického hlediska, vytvořilo se zde mechové a bylinné patro se zvláště chráněnými druhy typickými pro společenstva rašelinišť, jako je rosnatka okrouhlolistá (Drosera rotundifolia), bradáček srdčitý (Listera cordata), kyhanka sivolistá (Andromeda polifolia), ostřice bažinná (Carex limosa) nebo prstnatec Fuchsův (Dactylorhiza fuchsii). Ze živočichů se vyskytuje tyrfobiontní slíďák rašelinný (Pardosa sphagnicola).
Cílem ochranářských opatření je zachovat stávající biodiverzitu a postupně dosáhnout přirozené skladby lesních dřevin.

## Fotogalerie

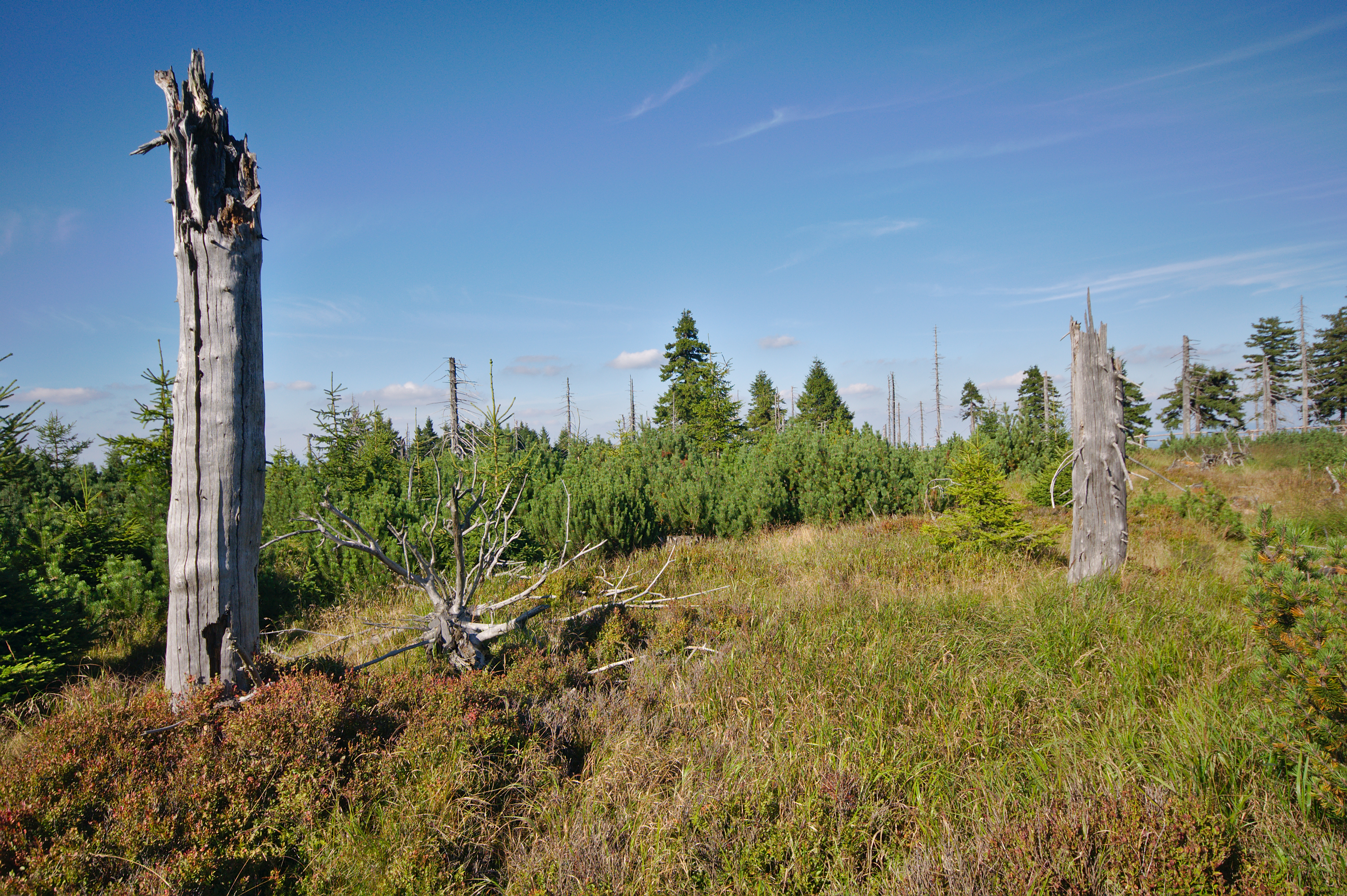
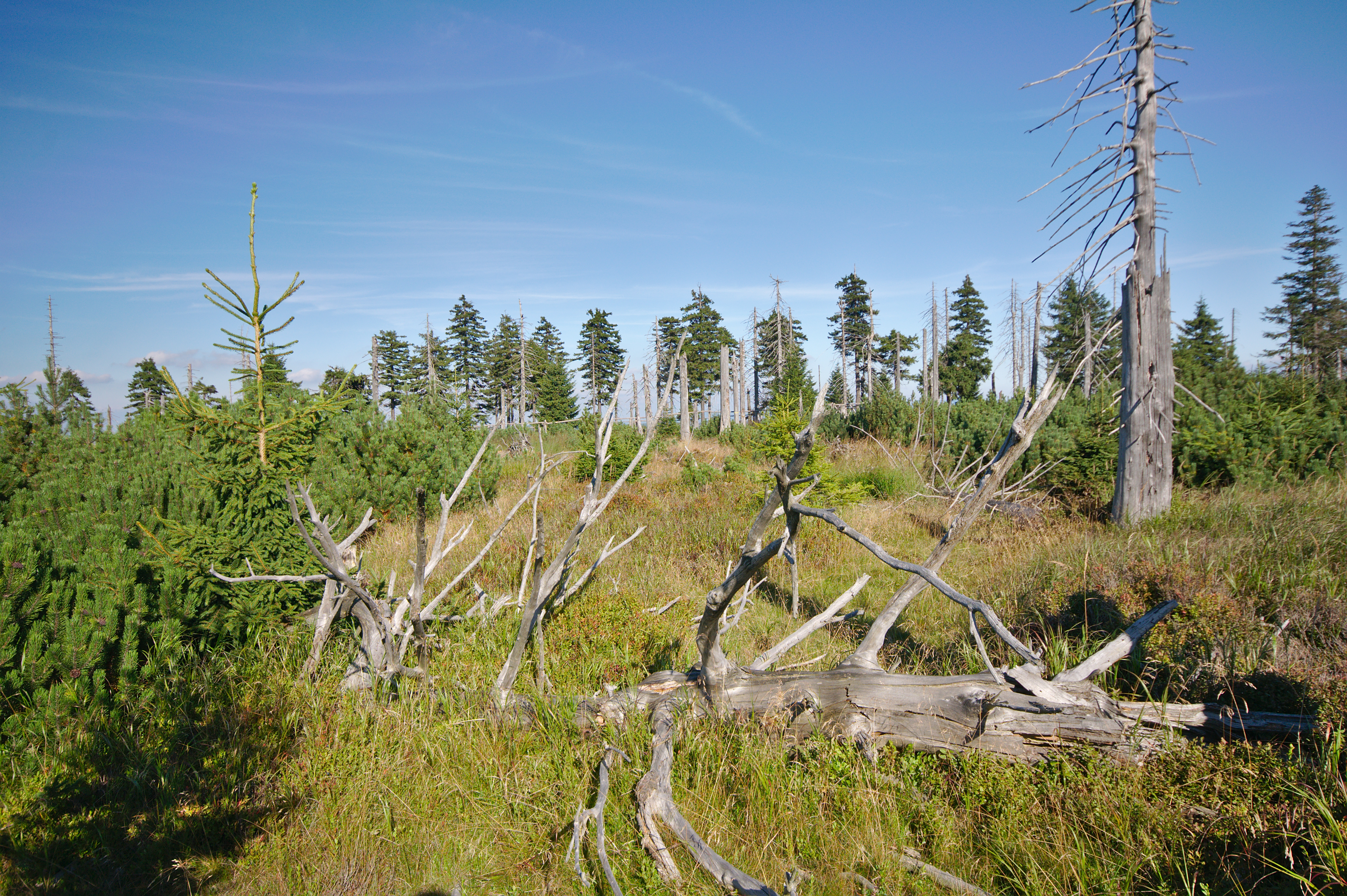
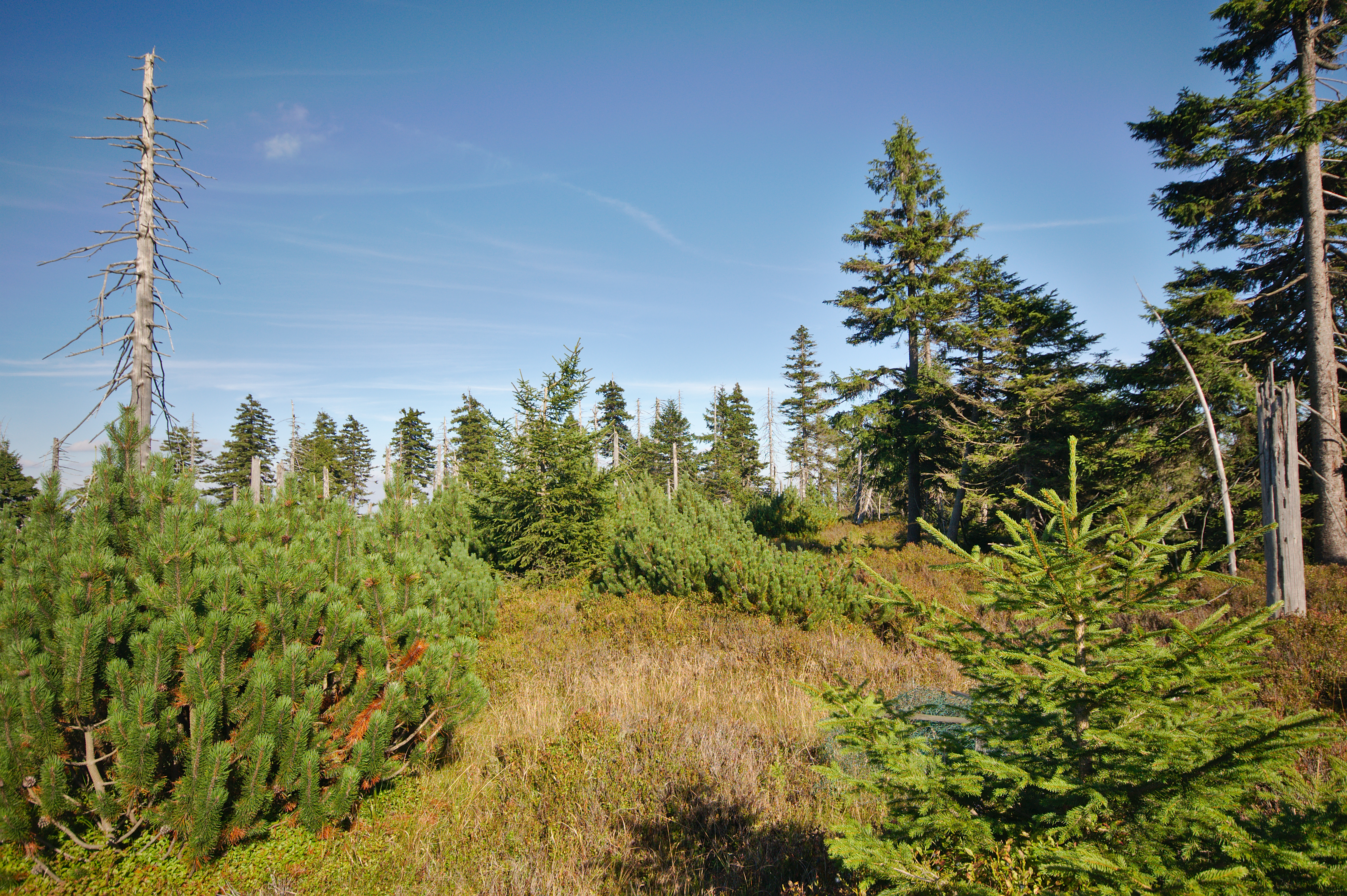
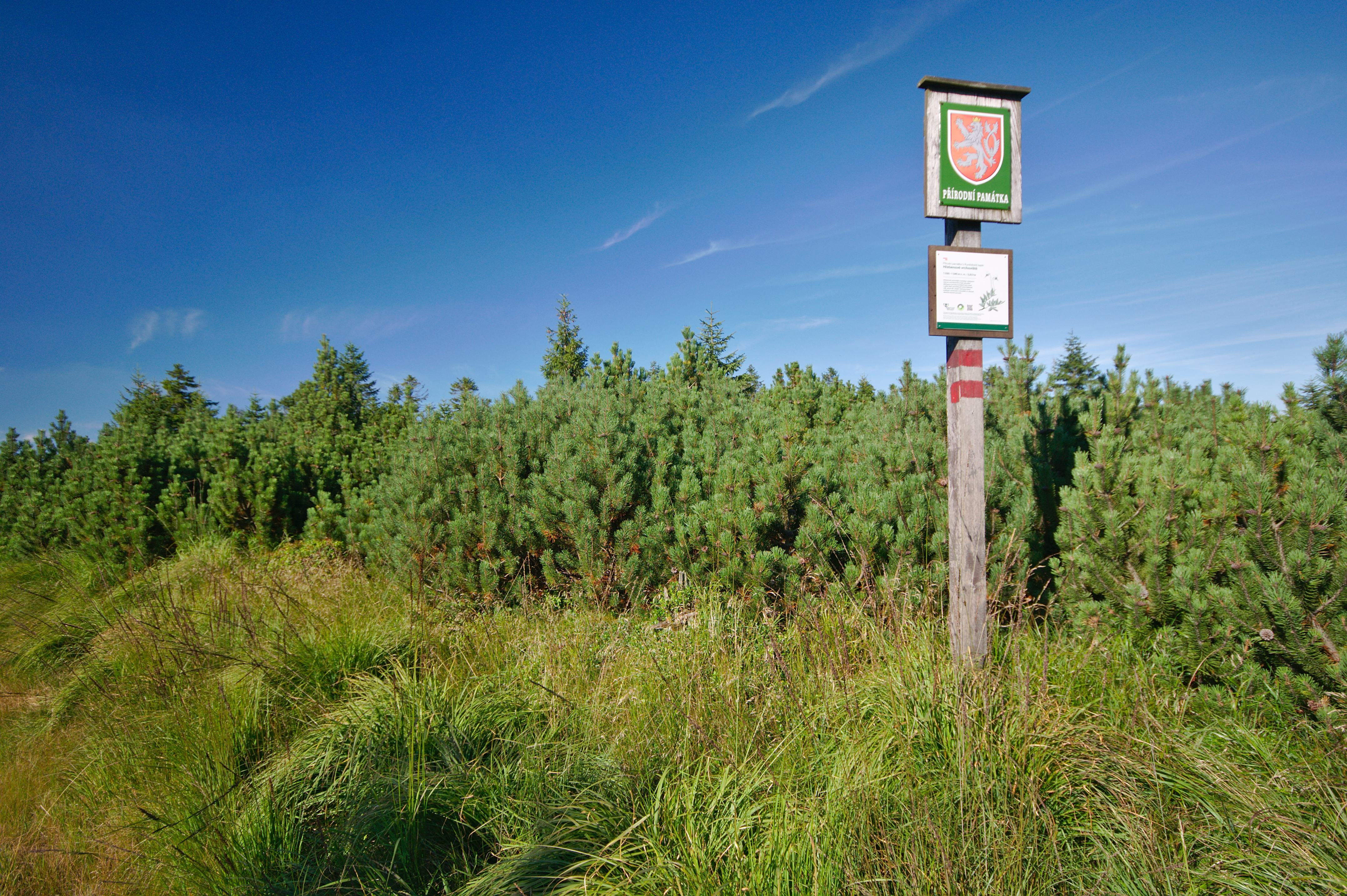
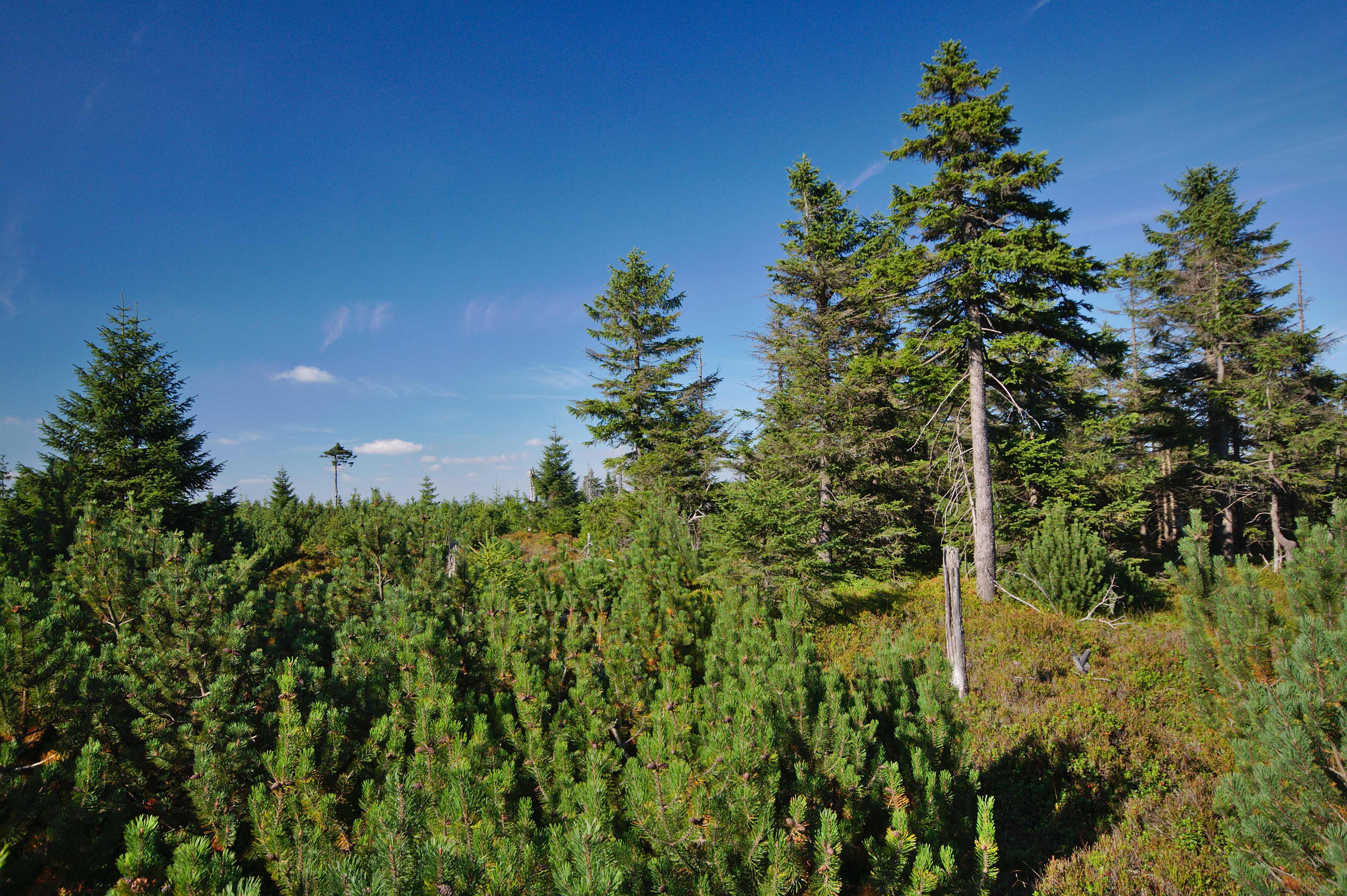